# Distretto di San Isidro de Maino
Il distretto di San Isidro de Maino è un distretto del Perù nella provincia di Chachapoyas (regione di Amazonas) con 686 abitanti al censimento 2007 dei quali 473 urbani e 213 rurali.
È stato istituito il 25 marzo 1952.

## Località
Il distretto è formato dall'insieme delle seguenti località:
- Maino
- Vargas
- Chullus
- Shicpata
- Olchoc
- Tio Pucro
- Sisopucro
- Paccha Cucho
- Santa Rosa
- Calpilon
- Santa Margarita
- Tolpin
- Gagmal
- Hungaca
- Ishpingo Pata
- Vista Alegre
- Cachiyacu
- Yerba Buena
- Shundor
- Cedro
- Pamal
- San Antonio
- Lanche Huayco
- Chontayacu
- Chinchango
- Potrero
- Palmaloma
- Convento
- Huaypunta
- Yunguilla
- Ðudillo
- Culenyacu
- Chishcopampa
- Maripata
- Shacshe
- Shigual
- Maripampa
- Jumbasa
- Las Palmas